# Croton angustifolius
Espèce
Croton angustifolius est une espèce de plantes à fleurs du genre Croton et de la famille des Euphorbiaceae, présente dans les Philippines (Luçon).
Il a pour synonyme :
- Croton verreauxii var. angustifolius, Müll.Arg., 1865